# Unity (moduł Międzynarodowej Stacji Kosmicznej)

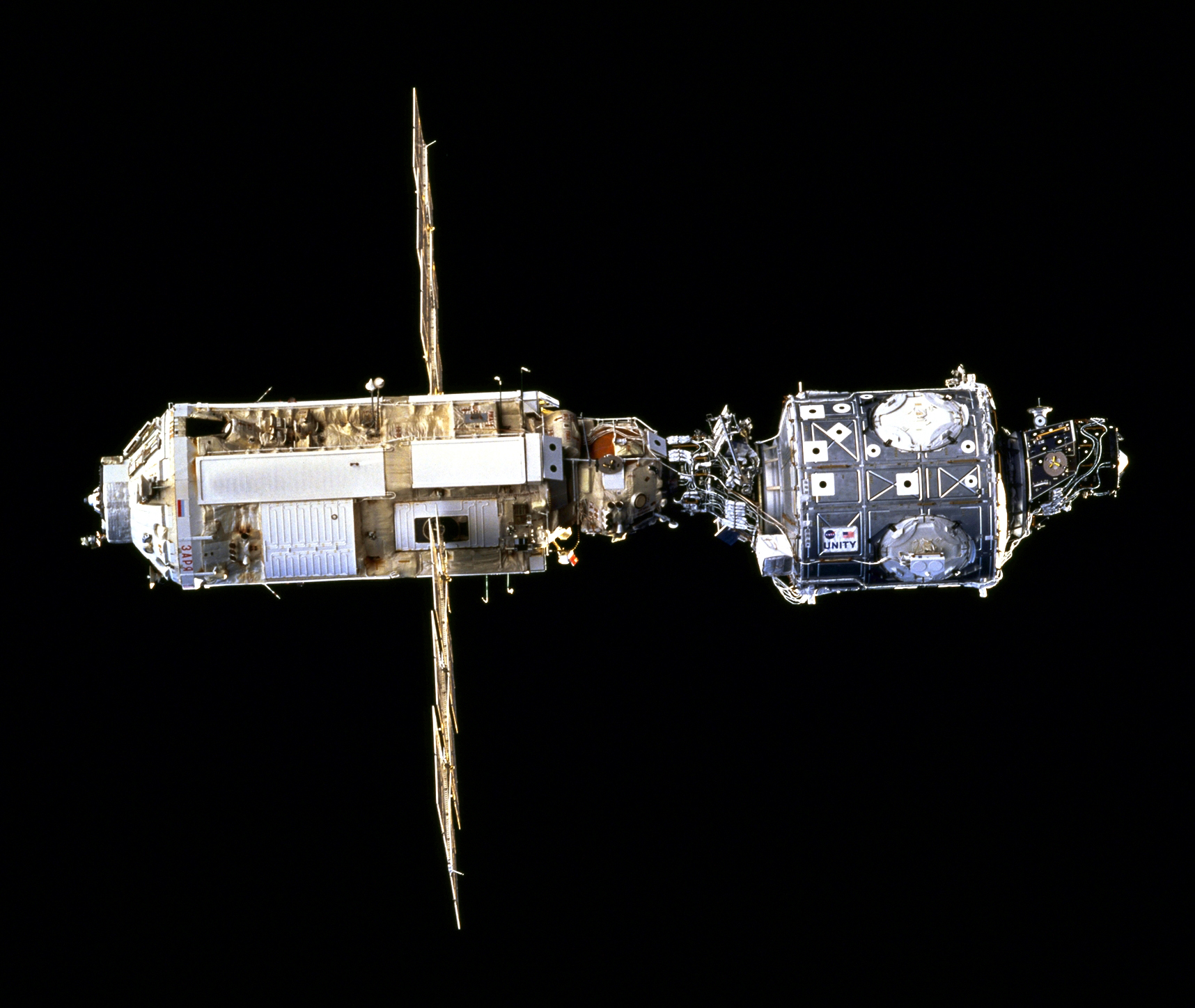
Stacja ISS po misji STS-88

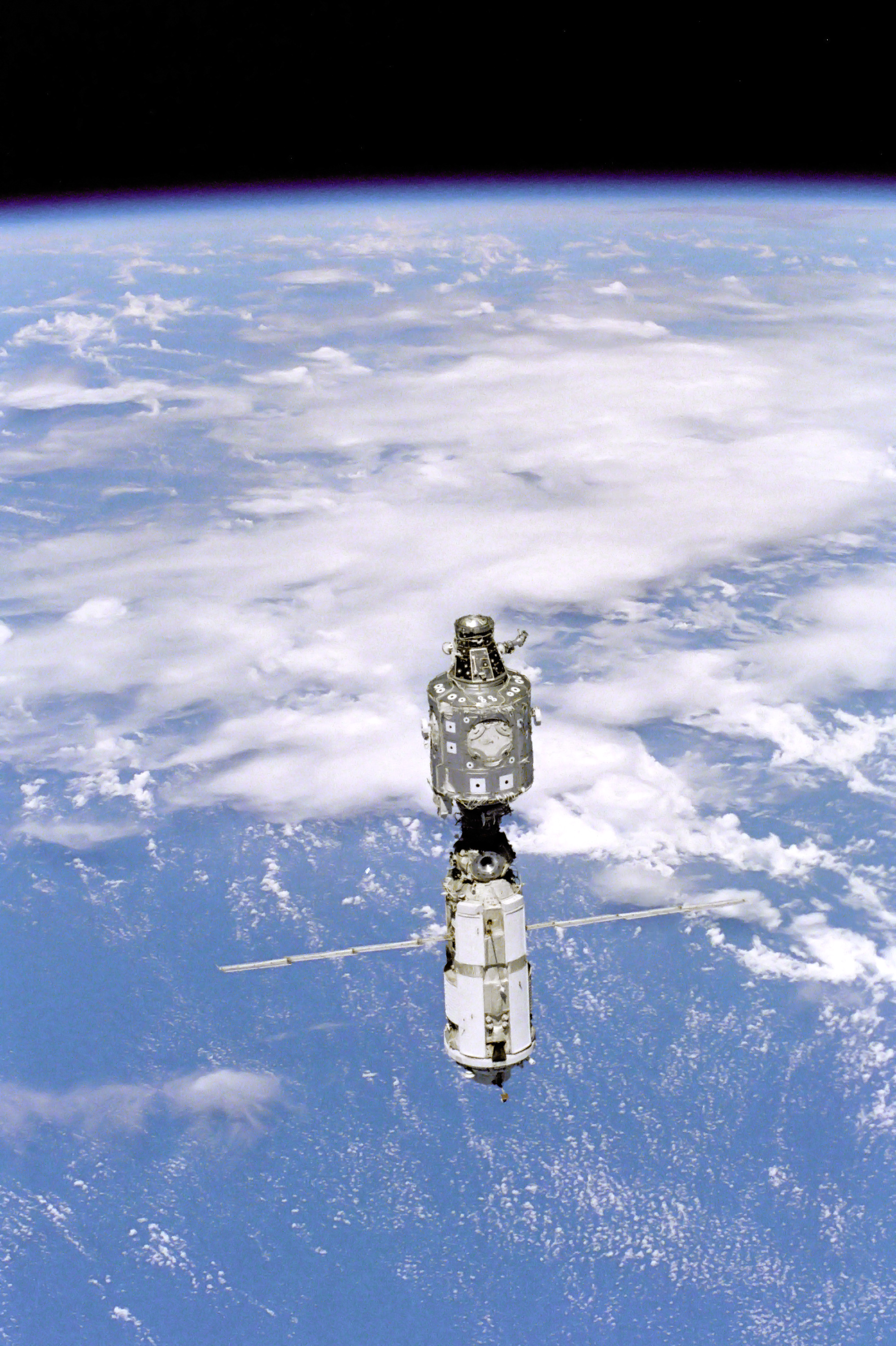
Połączone moduły Zaria i Unity (czerwiec 1999)

Unity (z ang. „jedność”), także:Node 1 – pierwszy zbudowany przez Stany Zjednoczone komponent Międzynarodowej Stacji Kosmicznej. Został wyniesiony na orbitę 4 grudnia 1998 roku jako główny ładunek wahadłowca misji STS-88 – lot montażowy 2 A. Pełni funkcję korytarza łącznikowego między innymi modułami stacji; ma kształt walca; posiada sześć przejść (węzłów).
Node 1 został zbudowany przez firmę Boeing Company w ośrodku produkcyjnym Marshall Space Flight Center w Huntsville w stanie Alabama. Unity jest pierwszym z trzech modułów łącznikowych zbudowanych na potrzeby stacji.
Dostarczony na orbitę na pokładzie wahadłowca Endeavour, Unity został połączony 6 grudnia 1998 roku z już orbitującym modułem Zaria (komponentem stacji finansowanym przez Stany Zjednoczone, a zbudowanym przez Rosję), wystrzelonym wcześniej na pokładzie rakiety Proton z kosmodromu Bajkonur (Kazachstan). Dodatkowo do Unity są przyłączone:
- laboratorium Destiny,
- Node 3,
- żebrowa konstrukcja utrzymująca wczesny system paneli baterii słonecznych – Integrated Truss Structure ITS Z1,
- śluza powietrzna Quest.

Istotne zasoby stacji – takie jak płyny, systemy kontroli środowiska i podtrzymywania życia, systemy elektryczne i danych – przebiegają przez Unity, dostarczając zaopatrzenie niezbędne do życia i pracy na ISS. We wnętrzu modułu znajduje się przeszło 50 000 części mechanicznych, 216 przewodów od płynów i gazów oraz 121 kabli elektrycznych (wewnętrznych i zamontowanych na zewnątrz poszycia) o łącznej długości ponad 11 kilometrów. Node 1 posiada cztery specjalne półki na ekwipunek, wyposażony jest również w system komunikacji umożliwiający transmisję danych, głosu i sygnałów wideo niskiej jakości pomiędzy ISS a Centrum Kontroli Misji w Houston, używany na wczesnym etapie działania stacji. Konstrukcja modułu opiera się na aluminiowym szkielecie.
W czasie wystrzeliwania Unity na pokładzie Endeavour do obu końców modułu przyłączone były dwa stożkowe porty dokujące. Urządzenia PMA (ang. Pressurized Mating Adapter) pozwalają systemom dokującym o różnych standardach, używanych na amerykańskich wahadłowcach i modułach rosyjskich, na przyłączanie do włazów węzłów. Jeden z PMA na stałe łączy moduły Unity i Zaria, podczas gdy drugi zapewniał możliwość dokowania wahadłowcom (w toku dalszej rozbudowy stacji PMA ten został przeniesiony na dalsze moduły).

## Dane techniczne
- Długość: 5,49 m
- Średnica: 4,57 m
- Masa: 11 612 kg